# جوزپه سولری
جوزپه سولری (ایتالیایی: Giuseppe Soleri؛ زادهٔ ۱۰ مهٔ ۱۹۸۲) تهیه‌کننده فیلم و بازیگر اهل ایتالیا است.
از فیلم‌ها یا مجموعه‌های تلویزیونی که وی در آن‌ها نقش داشته‌است، می‌توان به قتل، افسران پلیس و طبقه ۱۷ اشاره نمود.